# بيتر يونغ (رسام)
بيتر يونغ (بالإنجليزية: Peter Young)‏ هو كاتب سيناريو ورسام أمريكي، ولد في 2 يناير 1940 في بيتسبرغ في الولايات المتحدة.